# Klášter Niederaltaich
Klášter Niederaltaich, též Nieder-Alteich, latinsky Abbatia Altahae inferiori nebo Aldaechium, německy původně Altach,  je opatství řádu benediktinů v lokalitě Niederalteich při řece Dunaj, v zemském okrese Deggendorf, v Bavorské lese, v zemi dolní Bavorsko. Je zasvěceno svatému Mořici a jeho legii. Náleží k bavorské kongregaci benediktinů v pasovské diecézi. Roku  741 je založil bavorský vévoda Odilo. Opatství patří k nejstarším v Německu a mělo zásadní vliv na rozvoj benediktinských klášterů v Čechách.

## Dějiny

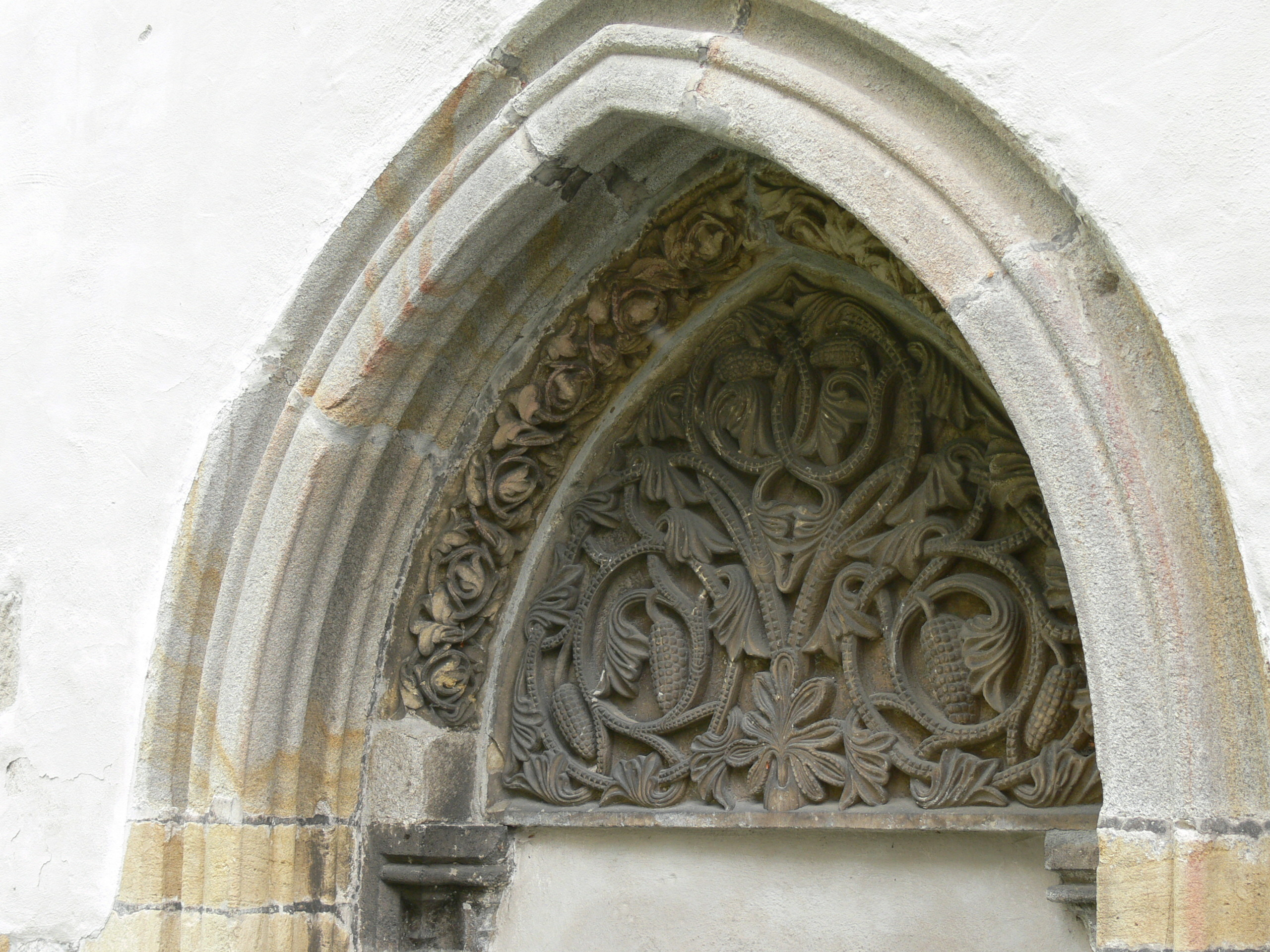
Románsko-gotický portál

### Středověk
První opatství vybudovalo 12 mnichů pod vedením opata svatého Pirmina, kteří přišli z kláštera na ostrově Reichenau v Bodamském jezeře. První opat Eberswind byl významný učenec, je znám jako redaktor nejstarší bavorské právní knihy, Lex Baiuvariorum. Roku 788 získalo opatství od Karla Velikého statut říšského kláštera. Následně klášter kolonizoval velkou část do té doby pustého zalesněného území Bavorského lesa a Šumavy, založil celkem 120 vesnic, mezi jinými osídlil Annín a Mouřenec. 
- Kláštery založené z Niederaltaichu: Bákonybél, Břevnovský klášter, Klein-Mariazell, Oberalteich, Ossiach, Ostrovský klášter.

Jeho statky sahaly v Podunají až do kraje Wachau v Dolním Rakousku. Po vpádu Maďarů do Podunají v 10. století mniši uprchli a vrátili se pod vedením opata Gotharda z Hildesheimu (996–1022), pozdějšího biskupa. Tehdy byl vystavěn kamenný kostel a řeholníci přijali gorzskou reformu řehole. K jeho mnichům patřil také svatý Vintíř a Jan, zvolený roku 1063 olomouckým biskupem. Patronát nad klášterem převzali roku 1242 Wittelsbachové. 

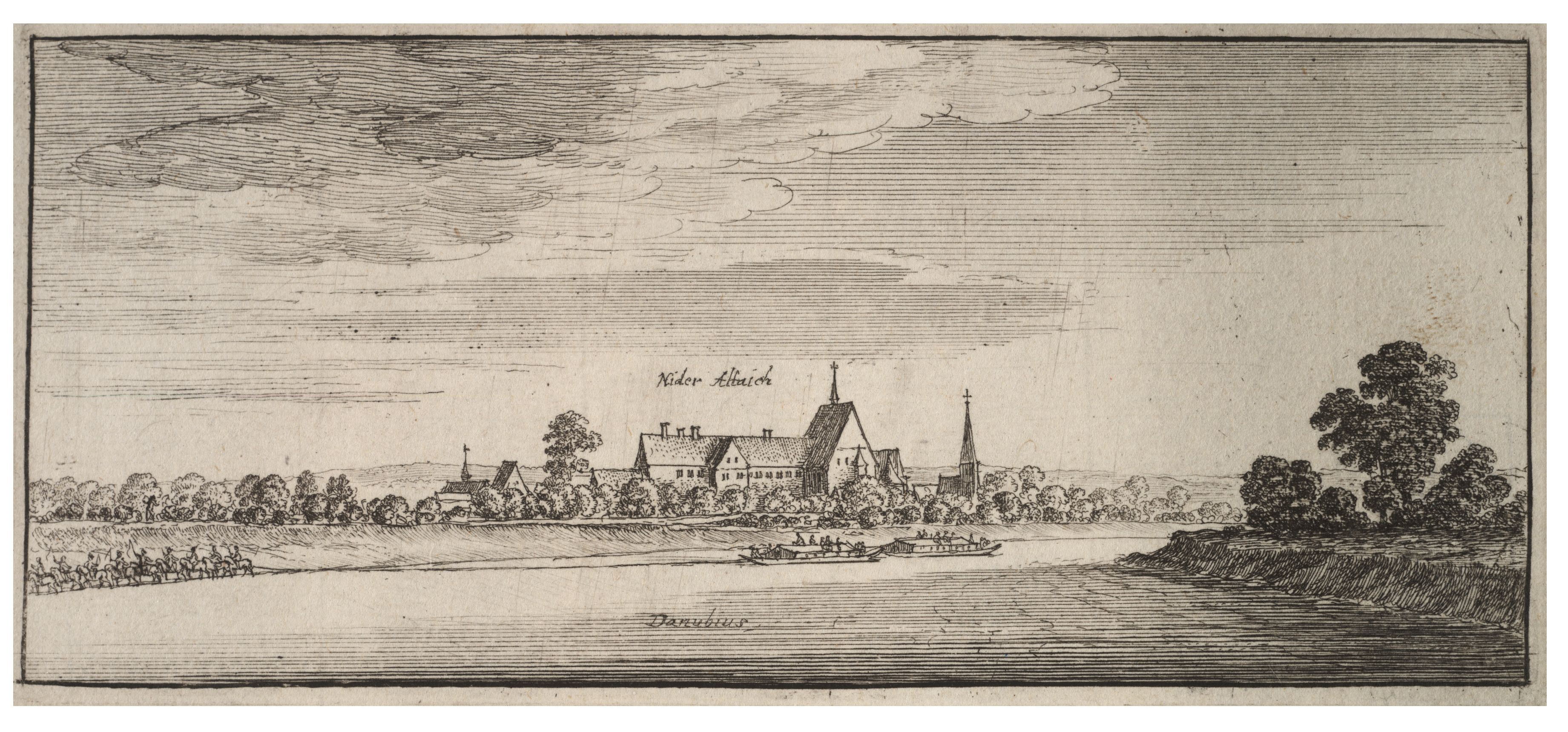
Václav Hollar: Klášter před barokní přestavbou

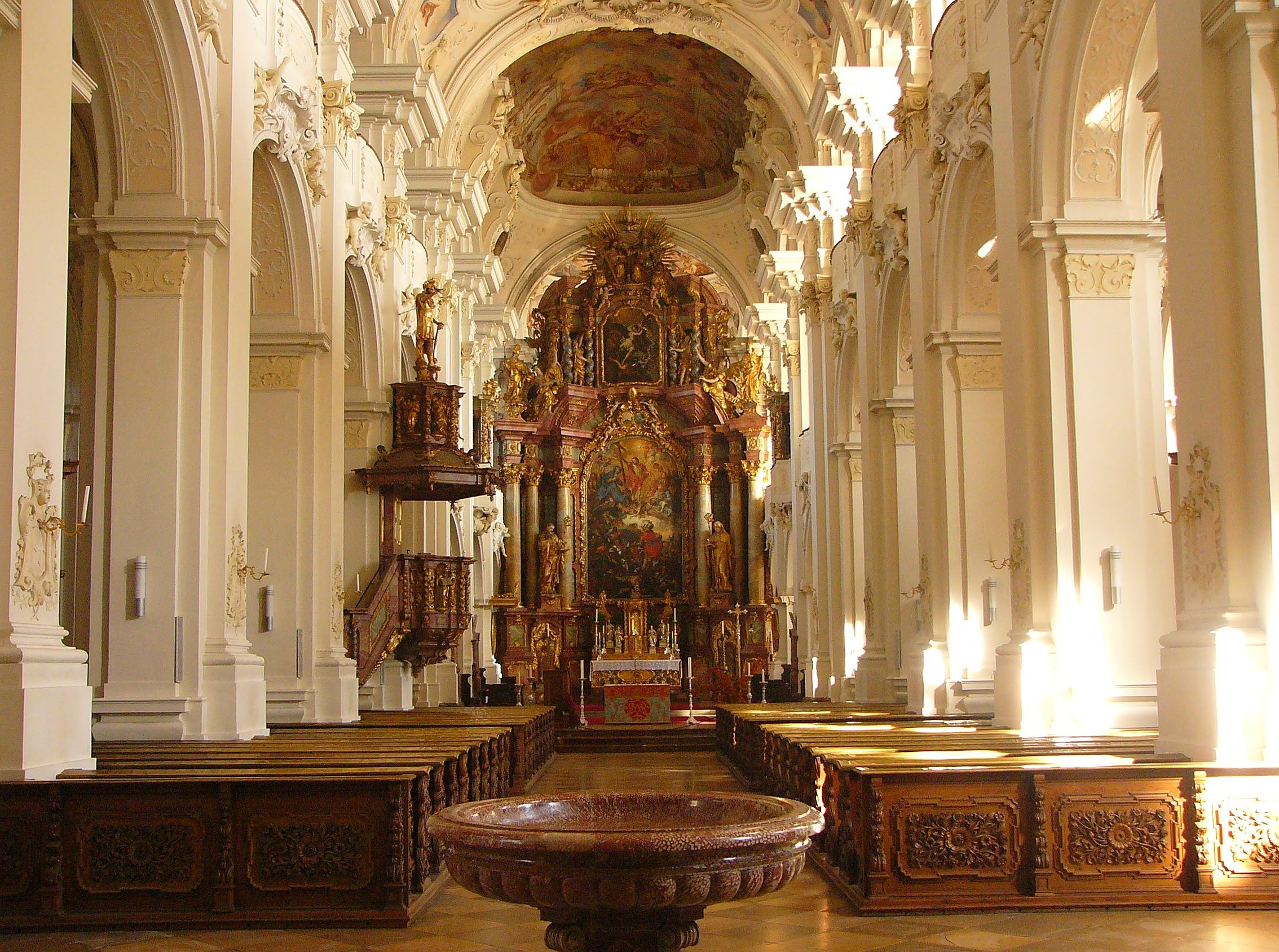
Interiér kostela

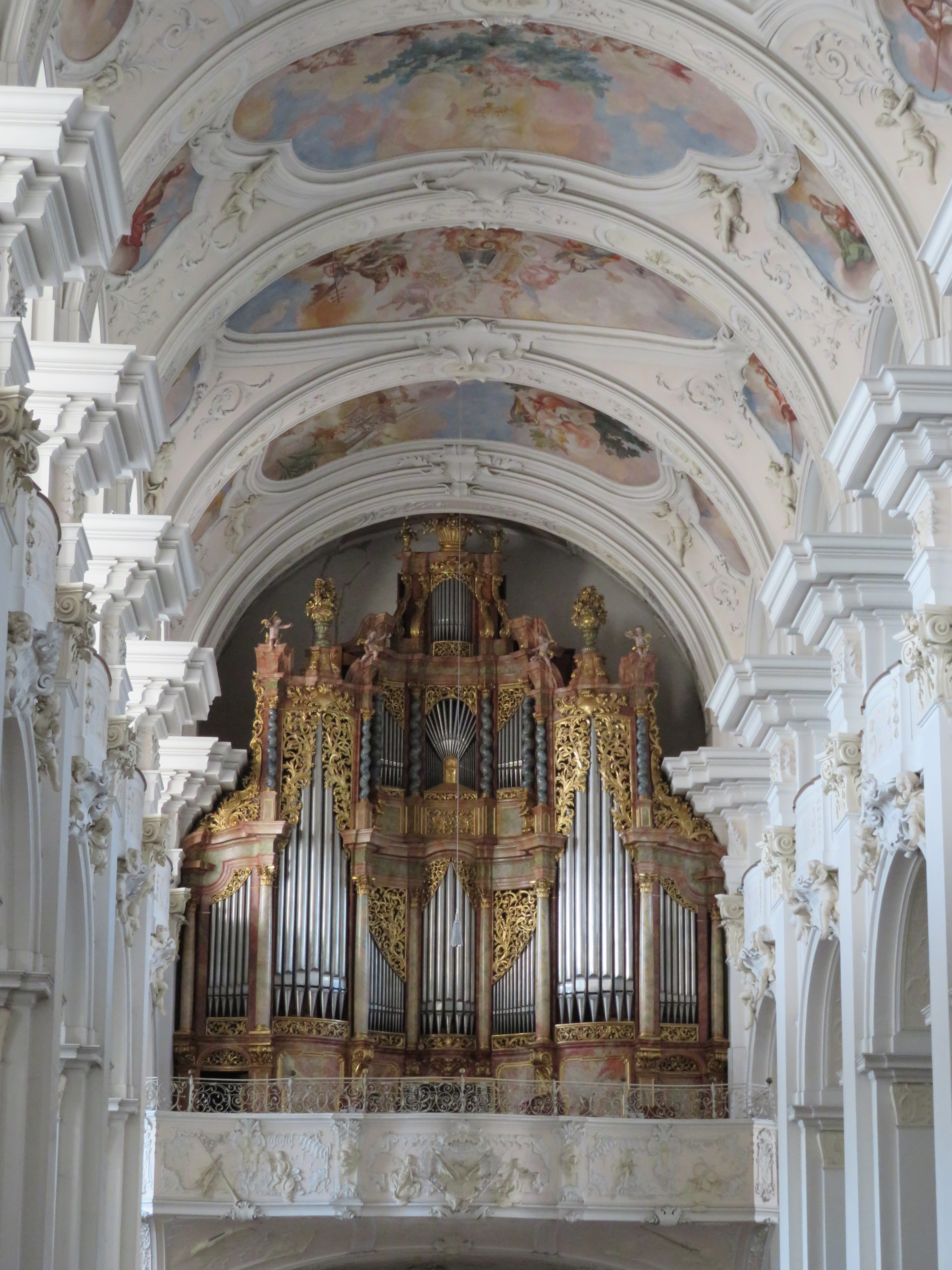
Varhany

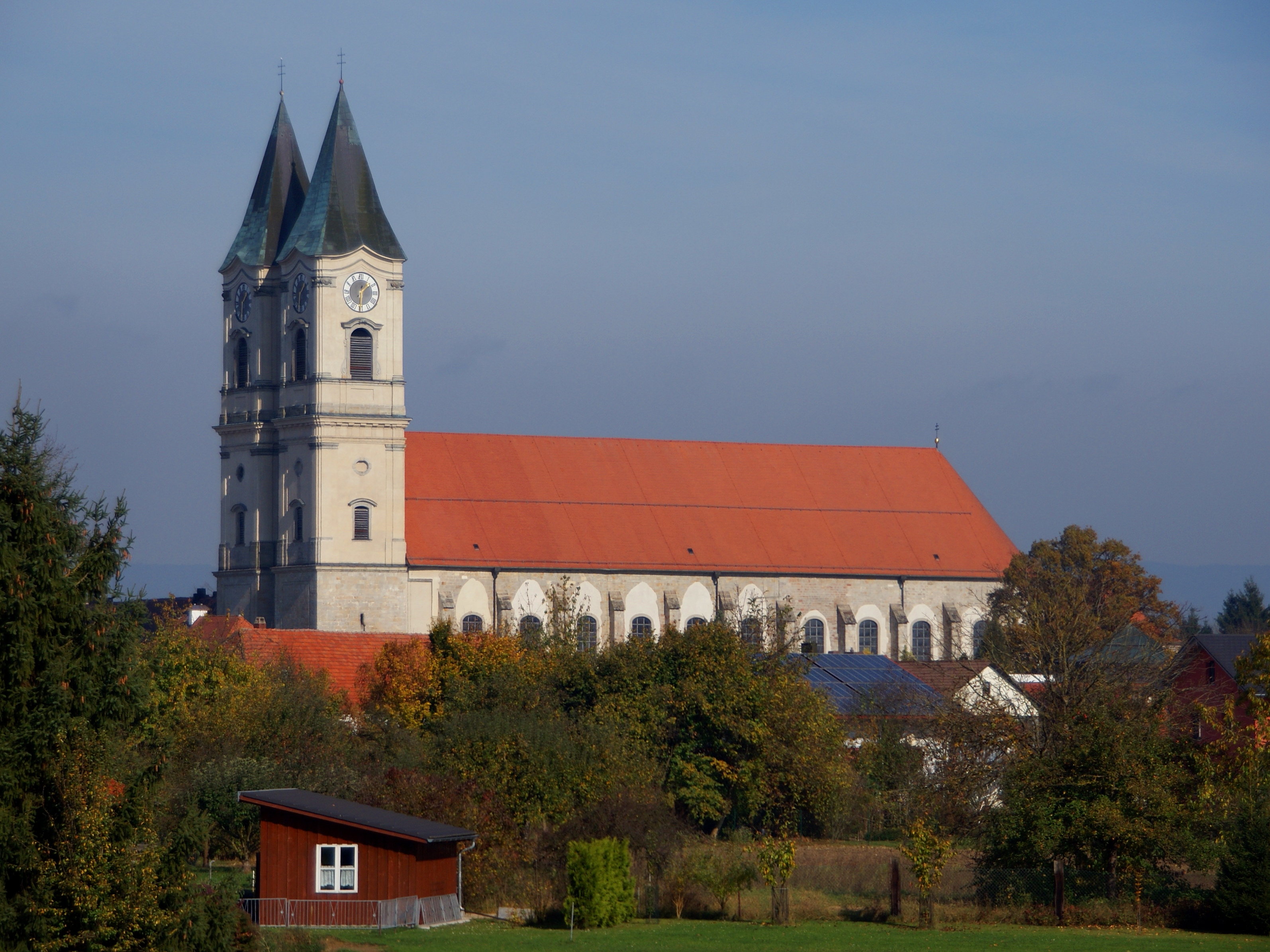
pohled na kostel od Dunaje

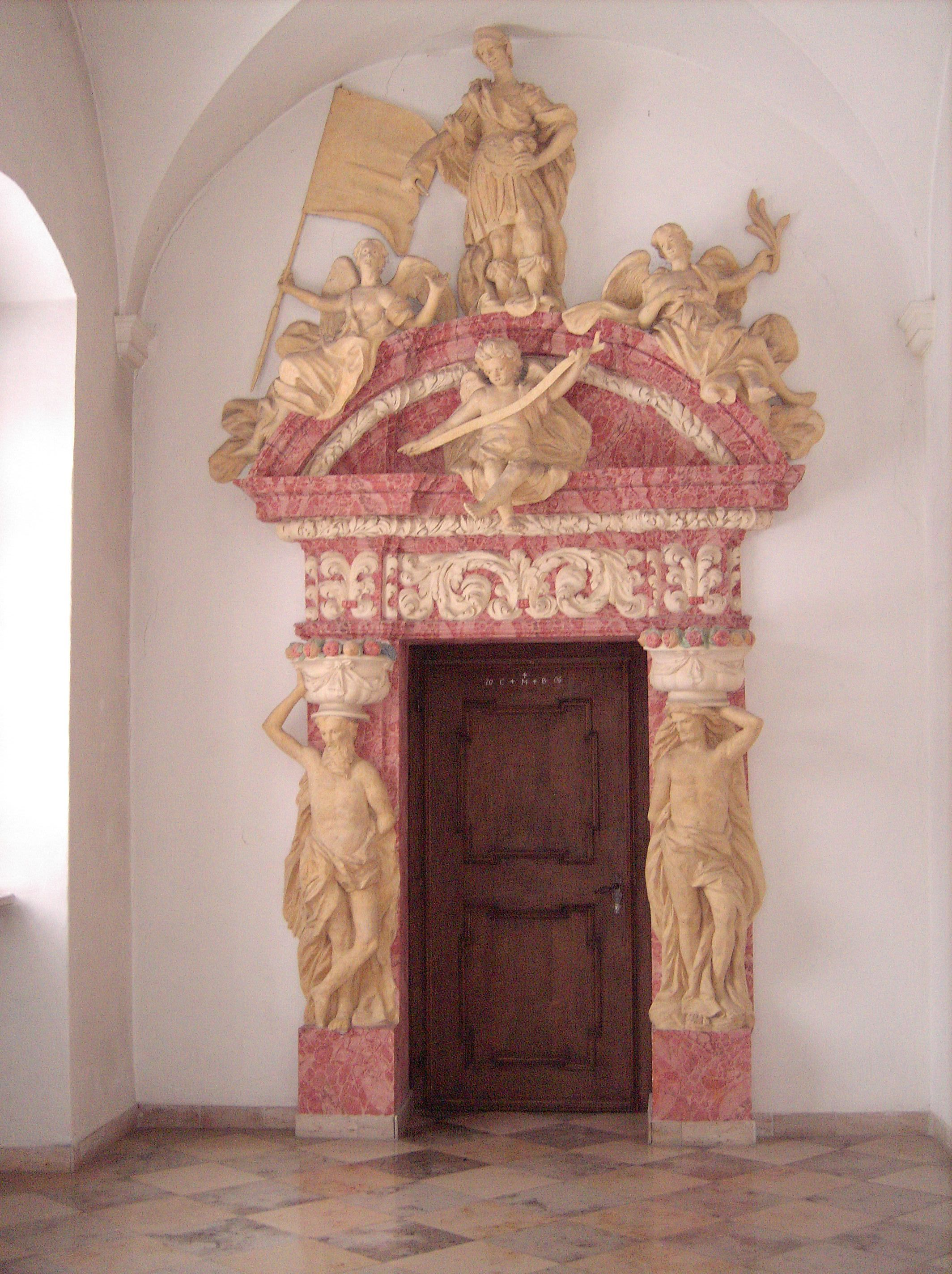
Barokní portál se sochou sv. Mořice

### 17. - 18. století
Po vyplenění kláštera za třicetileté války následovala ještě katastrofa v podobě požáru roku 1671. Roku 1698 vystavěl Carlo Antonio Carlone věž a následovala barokní výstavba kláštera a školy, kterou vedl Johann Michael Fischer, která trvala do roku 1727.

### Od sekularizace do současnosti
Až do sekularizace klášterů v Bavorsku z 21. března 1803 měl klášter tři opatství a 28 inkorporovaných far a patřil tak nejmocnějším opatstvím jižního Německa. Poté byly klášterní budovy rozprodány různým světským osobám. Klášterní kostel poškodil požár z roku 1813. Roku 1918 se do Niederlataichu vrátili mniši z Met a roku 1925 zřídili latinskou školu a seminář, roku 1927 sem byla přestěhována knihovna z Voldersu v Tyrolsku. Roku 1932 byl kostel papežem Piem XI. povýšen na baziliku minor. Od roku 1949 klášter opět existuje jako samostatné opatství. V novostavbách z let 1953-1957 bylo zřízeno gymnázium. V současnosti žije v klášteře 30 mnichů a kromě školy provozují restauraci a dům pro hosty.

## Kostely
- Kostel sv. Mořice a druhů, dříve klášterní, nyní také farní, je původně gotická trojlodní dvouvěžová bazilika, která byla vystavěna ve 13.-14. století. Dochovala se v základech, ve zdivu a se dvěma raně gotickými portály. Její interiér je zcela barokizovaný. Štukovou výzdobu vytvořili Johann Baptista d’Aglio a Sebastian d'Aglio za spolupráce Franze Josefa Holzingera. Cyklus fresek v devíti klenebních polích hlavní lodi z let 1719-1732 vytvořil Wolfgang Andreas Heindl. Obraz Mučednictví svatého Mořice na hlavním oltáři namaloval Franz Josef Geiger roku 1675, stejně jako obraz Archanděla Michaela v boji s ďáblem v nástavci. Po stranách jsou sochy sv. Benedikta a sv. Scholastiky. Architekturu a plastiky hlavního oltáře z roku 1703 vyřezal Jakob Schöpf. Dále se dochovala barokní kazatelna se sochou sv. Mořice na stříšce z 2. desetiletí 18. století a chrámové lavice z doby kolem roku 1700.

Barokní varhany mají původní prospekt z roku 1727, 2 manuály a 27 rejstříků, postavil je Kaspar König. Roku 1985 byly rekonstruovány a elektrifikovány.
- Kostel sv. Mikuláše byl vybaven a vyzdoben v letech 1949-1958 ve stylu pravoslavného chrámu.